# Pępóweczka biaława
Pępóweczka biaława (Gerronema albidum (Fr.) Singer) – gatunek grzybów z rzędu szczeciniakowców (Hymenochaetales). Jest jedynym gatunkiem rodzaju Cantharellopsis.

## Systematyka
Pozycja w klasyfikacji według Index Fungorum: Incertae sedis, Agaricales, Agaricomycetidae, Agaricomycetes, Agaricomycotina, Basidiomycota, Fungi.
Po raz pierwszy opisał go w 1821 r. Elias Fries, nadając mu nazwę Cantharellus albidus. Obecną nazwę nadał mu w 1961 r. Rolf Singer. Pozostałe Synonimy:
- Cantharellus albidus Fr., Syst. mycol. (Lundae) 1: 319 (1821)
- Clitocybe albida (Fr.) Konrad, Bull. trimest. Soc. mycol. Fr. 47(1): 148 (1931)
- Clitocybe aurantiaca var. albida (Fr.) Rea, Brit. basidiomyc. (Cambridge): 273 (1922)
- Hygrophoropsis albida (Fr.) Maire, Treb. Mus. Ciènc. nat. Barcelona, sér. bot. 15(no. 2): 52 (1933)
- Merulius albidus (Fr.) Pers., Mycol. eur. (Erlanga) 2: 14 (1825)

Polską nazwę dla naukowej nazwy Cantharellus albidus zaproponował w 2003 r. Władysław Wojewoda (traktując Cantharellus albidus jako synonim Gerronema prescotii).

## Morfologia
Kapelusz
Średnica 0,4–4 cm, początkowo lekko wypukły, potem rozpłaszczony, na koniec często z głęboko zagłębionym środkiem, niehigrofaniczny. Powierzchnia gładka, jedwabiście włókienkowata, na środku złotobrązowa, oprószona ku brzegowi. Brzeg białawy, podwinięty, falisty, giętki, gładki, oprószony.
Hymenofor
Blaszkowy, blaszki silnie zbiegające na trzon, wąskie, smukłe często rozwidlone lub z międzyblaszkami, bardzo gęste, białe do żółtawo-gliniastych.
Trzon
Wysokość1,9-4(6) cm, grubość 0,5-3(4) mm, równo zwężający się ku podstawie, pełny. Powierzchnia początkowo oprószona, potem naga, matowa, biała.
Miąższ
Dość gęsty, miękki, biały o słabym zapachu i smaku.
Cechy mikroskopowe
Podstawki z 4 sterygmami, krótkie. Zarodniki białe do kremowych, jajowate, elipsoidalne do łezkowatych, gładkie, szkliste, nieamyloidalne, 4,5–6(6,5) x 2,5–4 µm. Cystyd w hymenium brak. Strzępki w tramie splątane, bez sprzążek, strzępki w skórce nieinkrustowane.

## Występowanie i siedlisko
Występuje na półkuli północnej. Najwięcej stanowisk podano w Europie. W Polsce podano do 2003 r. podano tylko 2 stanowiska. Według W. Wojewody jest gatunkiem rzadkim.
Naziemny grzyb saprotroficzny rosnący wśród traw na pastwiskach, polanach i łąkach.